# Пенбе, Эргюн
Эргю́н Пенбе́ (тур. Ergün Penbe; род. 17 мая 1972, Зонгулдак) — турецкий футболист, левый защитник. Бронзовый призёр чемпионата мира 2002 года и Кубка конфедераций 2003 года, обладатель Кубка УЕФА 2000 года, шестикратный чемпион Турции. Главный тренер «Ени Мерсин Идман Юрду».

## Карьера игрока

### В клубах
Начинал выступления в «Килимлиспоре», затем играл в «Генчлербирлиги». Успехи пришли к нему только после перехода «Галатасарай», с которым он за 14 лет выиграл 6 чемпионатов и 4 Кубка Турции. В 2000 году клуб одержал победу в Кубке УЕФА, а Пенбе в его финале отметился голом в послематчевой серии пенальти против лондонского «Арсенала». В победном матче за Суперкубок УЕФА против «Реал Мадрида» он участия не принимал. Последним для Эргюна стал сезон 2007/08, который он провёл «Газиантепспоре».

### В сборной
Первым крупным турниром в составе сборной Турции для Пенбе стало Евро 2000, где он участвовал в матчах с Италией и Бельгией на групповом этапе и проигранном (0:2) четвертьфинале с Португалией.
На чемпионате мира 2002 года Эргюн сыграл один матч на групповом этапе против Коста-Рики и участвовал во всех играх на выбывание, где команда завоевала «бронзу». В благодарность за этот результат именем Пенбе был назван стадион в его родном Зонгулдаке.
На Кубке конфедераций 2003 года Пенбе провёл все 5 матчей сборной Турции и вновь завоевал в её составе бронзовую медаль.

## Карьера тренера
5 ноября 2008 года Пенбе был приглашён в качестве ассистента Эрдогана Арыджи в клуб «Хаджеттепе», а когда Арыджу уволили, Эргюн занял его место и не смог спасти команду от вылета из Суперлиги. 12 февраля 2010 года Пенбе возглавил команду «Мерсин Идманюрду» из Первой лиги ТФФ, с которой занял 13-е место, после чего возглавил «Карталспор» — команду, финишировавшую в турнирной таблице на строчку выше.
С марта по май 2011 года возглавлял клуб «Кайсери Эрджиесспор», с которым стал восьмым в Первой лиге в сезоне 2010/11.
1 октября 2024 года он заключил соглашение с клубом «Ени Мерсин Идманюрду» до конца сезона 2024/25.

## Достижения

### Командные
Как игрока национальных сборных Турции:
- Чемпионат мира:
  - Бронзовый призёр: 2002
- Кубок конфедераций:
  - Бронзовый призёр: 2003
- Чемпионат Европы:
  - Четвертьфиналист: 2000
- Средиземноморские игры:
  - Чемпион: 1993

Как игрока «Галатасарая»:
- Кубок УЕФА:
  - Победитель: 1999/2000
- Суперкубок Турции:
  - Победитель: 1996, 1997
  - Серебряный призёр: 1998, 2000, 2006
- Чемпионат Турции:
  - Чемпион: 1996/97, 1997/98, 1998/99, 1999/2000, 2001/02, 2005/06
  - Второе место: 2000/01, 2002/03
  - Третье место: 1994/95, 2004/05, 2006/07
- Кубок Турции:
  - Победитель: 1995/96, 1998/99, 1999/2000, 2004/05
  - Финалист: 1994/95, 1997/98

### Государственные награды
- Государственная медаль «За выдающуюся службу»